# آنتونینا سردینا
آنتونینا سردینا (روسی: Антонина Александровна Середина؛ ۲۳ دسامبر ۱۹۲۹ – ۲ سپتامبر ۲۰۱۶) قایقران کانو اهل اتحاد جماهیر شوروی سوسیالیستی بود.
وی همچنین برندهٔ جوایزی همچون نشان لنین و نشان دوستی شده‌است.
وی در مسابقات کشوری و بین‌المللی در مجموع برندهٔ ۴ مدال طلا، ۳ مدال نقره، ۱ مدال برنز شده‌است.